# The Tridents
The Tridents (Die Dreizacke) waren eine britische Rhythm-and-Blues-Band in der ersten Hälfte der 1960er Jahre. Bekannt sind sie vor allem durch den Gitarristen Jeff Beck, der ab 1963 eineinhalb Jahre mit den Tridents auftrat, bevor er zu den Yardbirds wechselte. Bei den Tridents entwickelte Beck sein innovatives Spiel auf der Gitarre.
Die Band bestand ursprünglich aus den Brüdern John Lucas (Rhythmusgitarre, Gesang) und Paul Lucas (Bass, Gesang) sowie Ray Cook am Schlagzeug. Beck stieß im Sommer 1963 dazu. Sie traten in der Gegend von Chiswick im Londoner Südwesten auf. Schließlich wurde das Eel Pie Island Hotel ihre Hochburg, wo sie gelegentlich vor 1000 Fans spielten.
Die Tridents veröffentlichten während ihres Bestehens keine Aufnahmen, hinterließen jedoch eine Reihe von Demo-Aufnahmen. Drei davon veröffentlichte Jeff Beck auf seiner Werkschau „Beckology“ (1991). Nach Becks Weggang lösten sich die Tridents 1965 auf.